# Xcaret
Xcaret (kiejtése körülbelül: skaret, a második szótagon levő hangsúllyal) egy maja régészeti lelőhely délkelet-Mexikóban, Quintana Roo államban. Eredeti neve P’ole’ (más írásmóddal: P’olé) volt, ez a név a maja nyelvű, „kereskedés” jelentésű p’ol szóból származik. Mai nevének eredete és jelentése egyes források szerint nem ismert, más forrás szerint a szó jelentése „kis öböl”. A város korábban fontos kereskedelmi kikötő volt, de használták kiindulópontként a Cozumel szigetére történő zarándoklatok idején is. Ma a romok egy nagy tengerparti szórakoztató park területén találhatók, ahol többek között vendéglők, szállodák, állatkert, madárház, akvárium, lepkeház, denevérbarlang, botanikus kert és vidámpark is van.

## Leírás
Már az időszámításunk szerinti első három évszázadból vannak bizonyítékok (kerámiák, alacsony épületalapzatok) az emberi megtelepedésre, de ezekben az időkben a tengerpart mentén csak kis falvak léteztek, amelyek lakói mezőgazdasággal és halászattal foglalkoztak. Az 1980-as és 1990-es években lezajlott kutatások során 200 és 600 között létrejött építményrészeket találtak, de bizonyos, hogy az egyébként valószínűleg Cobával vagy Muyillal kapcsolatban álló település még ekkor sem volt jelentős. A népesség jelentős növekedése 600 és 900 között történt meg, majd az ezt követő öt évszázadban érkezett el a vidék fénykora. A xcareti építészeti stílus (például a nagy, lekerekített sarkú alapzatok) az egész partvidékre jellemzők voltak, ám itt találtak olyan leleteket is (többszínű kerámiákat, jáde-, obszidián- és kvarctárgyakat), amelyek a környéken nem voltak általánosak, így arra szolgálnak bizonyítékul, hogy a település szoros kereskedelmi kapcsolatban állhatott mind a maja terület központjában, mind a magasabban fekvő guatemalai részeken található városokkal. A partok mentén hajózva kereskedői eljutottak egészhen a mai Hondurasig is, a Cozumel szigetén található Ixchel-szentélybe látogató zarándokok pedig Xcaret kikötőjében szállhattak hajóra. A spanyol hódítás után egy ideig még ugyancsak használták a kikötőt, ahol a 16. században keresztény templom vagy kápolna is épült. Teteje pálmából készült, ez azóta elpusztult, de falainak maradványai máig megmaradtak.
A város egykor a tengerparton (ahol egy kis öböl található) hosszan elnyúlva feküdt, a különböző fontos, ma egy-egy betűvel jelölt épületcsoportok között kezdetleges anyagokból épült házak sorakoztak. Ma a település régi szerkezete már nem figyelhető meg a köré épült szórakoztató park miatt. A szilárd talajú szárazföldi rész és a mocsaras, mangrovés partvidéket egy fal választotta el egymástól, ennek néhány maradványa máig fennmaradt. A kis öböl déli oldalán elhelyezkedő A jelű épületcsoportban (amely a falon kívül található) tíz építmény áll egy természetes magaslaton, mindegyik a keleti partok építészeti jellegzetességeit hordozza. A közeli B csoportban öt építmény van, többségük ma már csak alapzat. A szintén tengerparti C csoport négy nagyobb és több kisebb épület romjait tartalmazza, a tőle északnyugatra, egy dombon levő D pedig templomáról híres. A legfontosabb épületcsoport az E jelű, több is itt található az egész terület legmagasabb épületei közül. Tőle 250 m-re északkeletre fekszik az F csoport, ahol három templom áll, közülük az 1-es számú mérete és (egykor színes) díszítése miatt is kiemelkedik a többi közül. A G csoportban található a spanyolok által épített kápolna romja, ahol 135 holttestet (köztük majákét, spanyolokét és meszticekét) is feltártak a régészek. Az öböl északkeleti részénél helyezkedik el a H csoport, ahol két templom van: az egyik magányosan a parton, a másik egy cenote közelében. A K csoport szintén két templomot tartalmaz, ezek egyike is a parton, másika a szárazföld belsejében áll.

## Képek

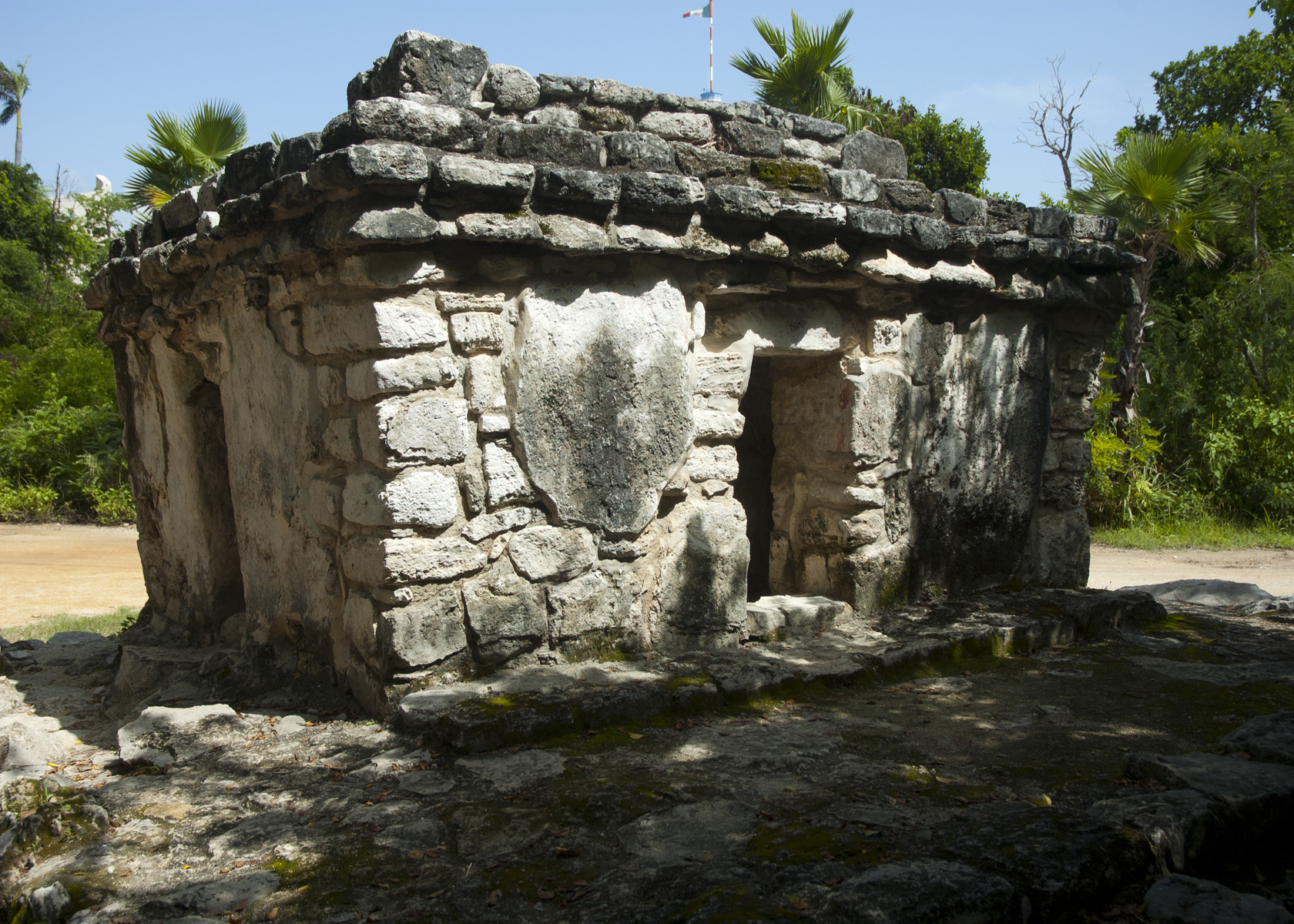
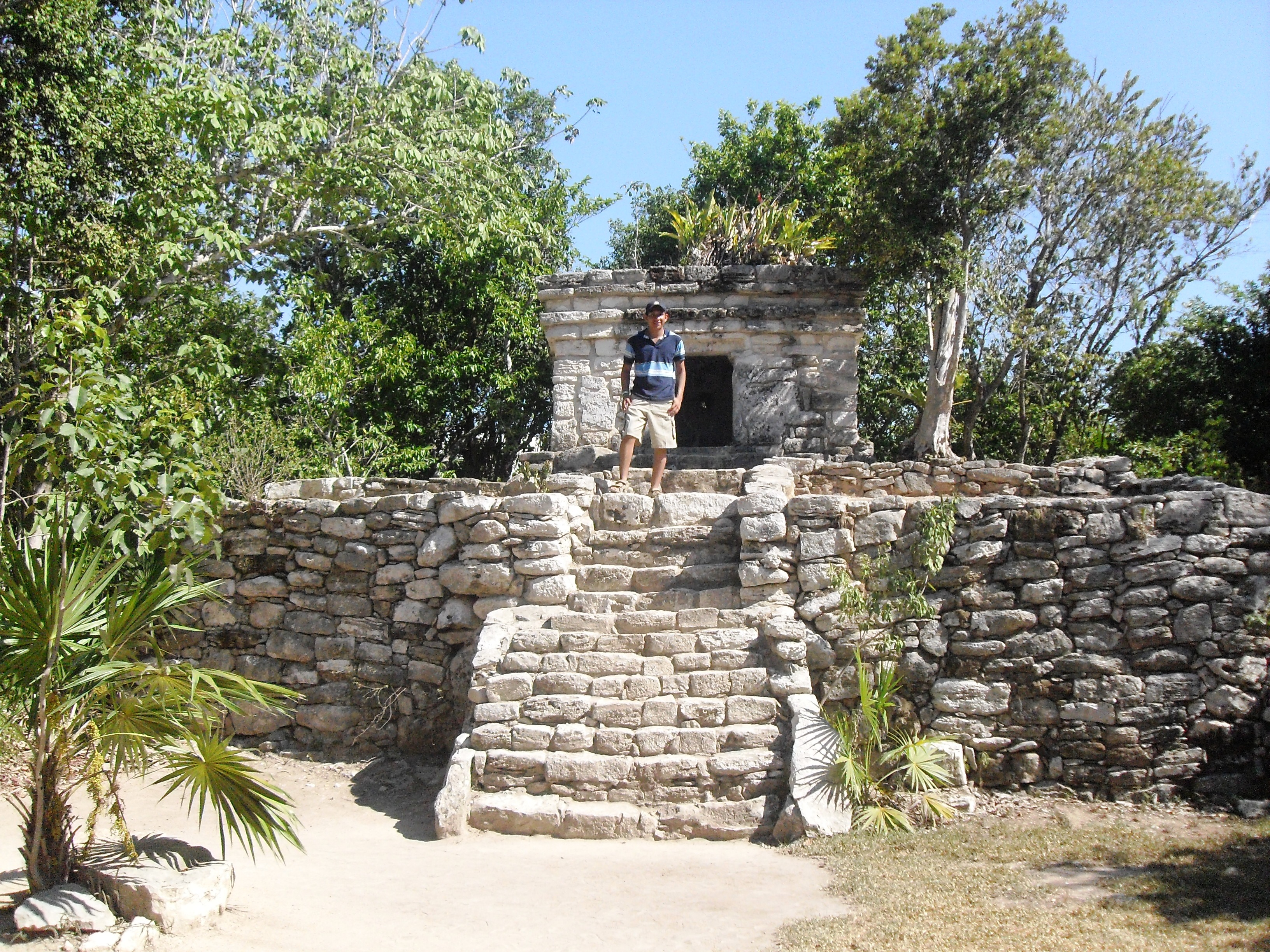
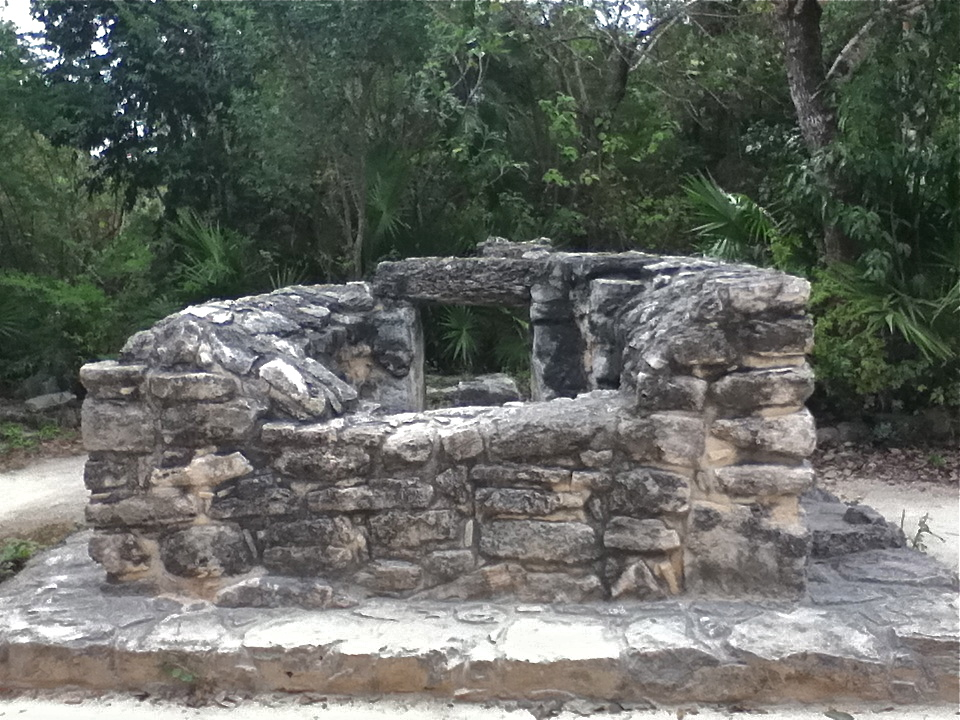
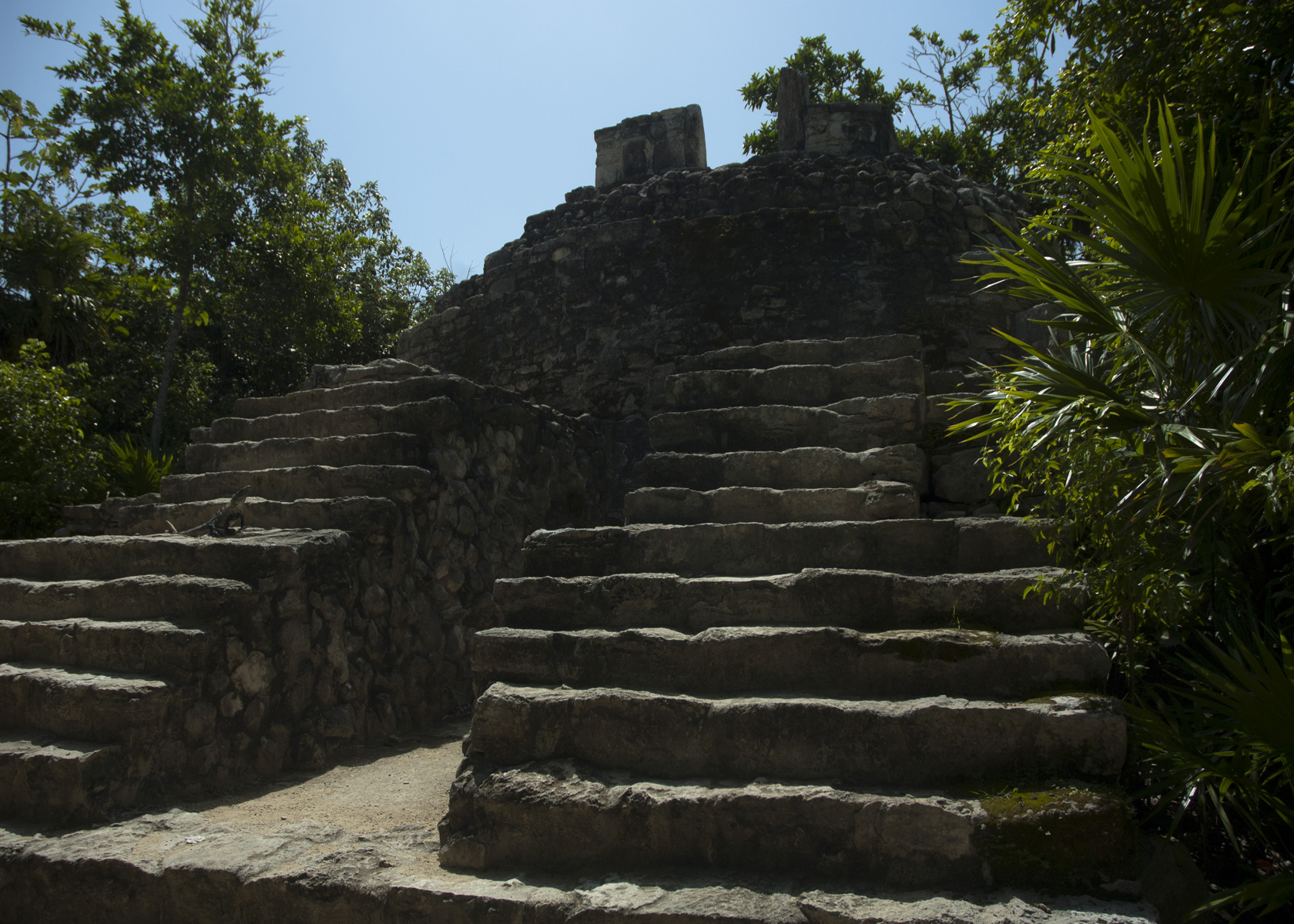